# 嘉義市立美術館
23°28′37.7″N 120°26′26″E / 23.477139°N 120.44056°E
嘉義市立美術館，簡稱嘉美館。是位於嘉義市的公立美術館，館舍建築由原菸酒公賣局嘉義分局改建而來。2014年7月1日成立籌備處，2020年正式開館，並同時啟用視覺識別系統。

## 歷史
「菸酒專賣局嘉義支局」於2014年配合嘉義市政府，嘉義市升格省轄市32周年，而成立「嘉義市立美術館籌備處」，預計於2017年7月後正式開館。原訂於2017年7月開館的嘉義市立美術館，因在園區規劃及建物使用等多方面因素延宕，無法在預定日期開館，原預定2018年底正式開館營運，仍後無疾而終。2018年2月23日，嘉義市政府文化局與建都營造有限公司簽訂「嘉義市立美術館增改建工程」案，工期14個月，2018年3月28日為嘉義市立美術館增改建工程動土典禮，於3月29日開工，原定於2019年6月完工，後來發現4樓天花板管線工程也要加強，延至2020年3月16日完工，11月7日開館。2020 嘉美館藝術廣播正式開錄，首先登場的就是「藝術廣播計畫On Air」Podcast 節目。

## 歷任首長
歷任館長
1. 吳松村：2019年1月1日－2019年4月30日
2. 賴依欣：2019年5月1日－2023年12月28日
3. 林金龍：2023年12月29日 - 2024年6月12日

## 建築

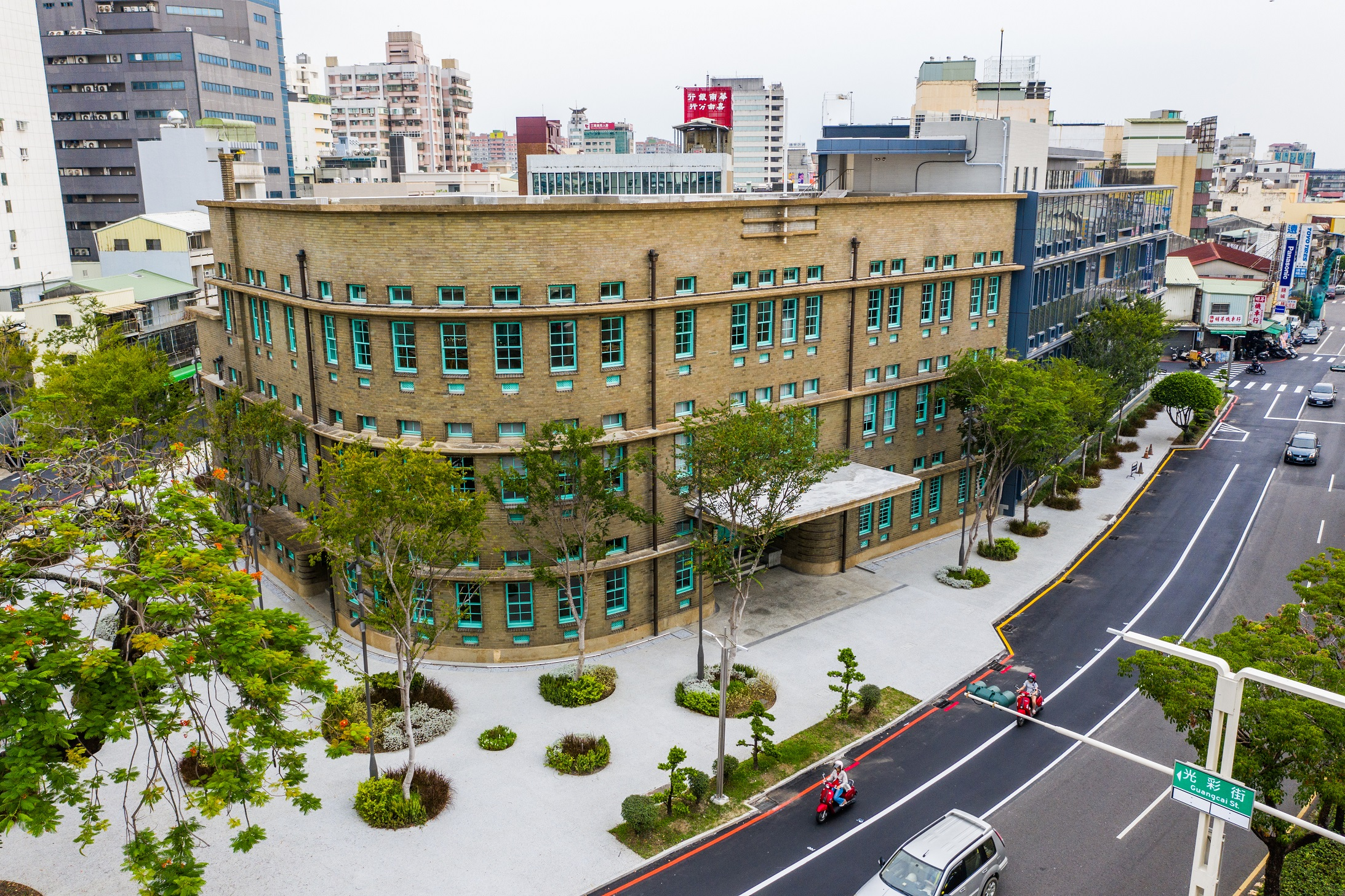
菸酒公賣局嘉義分局

美術館是將原有ABCD四棟建築組成，其中A棟是1936年建成的菸酒公賣局嘉義分局，由梅澤捨次郎設計的現代樣式建築，其平面呈L型，樓高三層，坐東南朝西北，為鋼筋混擬土建築；其外牆轉角為弧形，入口處抬高基座，而在一二樓樓梯轉折處有特別將柱頭、柱身設計為八邊稜角形的柱子。其開窗與窗楣呈水平帶狀，強調了水平線條，其立面則貼有北投產的橫紋折線磚。B棟為1954年的酒類倉庫，C棟是1980年的菸酒成品倉庫，D棟則為零售部門。2014年委託黃明威建築師事務所和王銘顯建築師事務所監造設計並增改建，於2020年完工開館，增改建的部分大量採用玻璃帷幕與實木結構。

## 交通
台鐵
嘉義車站
嘉義公車捷運(可轉乘高鐵)
| 路線            | 業者     | 行先                 | 停靠站         |
| --------------- | -------- | -------------------- | -------------- |
| 7211公園朴子線  | 嘉義客運 | 嘉義公園－朴子轉運站 | 台鐵嘉義站後站 |
| 7212宏仁故宮線  | 嘉義客運 | 宏仁女中－故宮南院   | 台鐵嘉義站後站 |
| 7212A公園高鐵線 | 嘉義客運 | 嘉義公園－高鐵嘉義站 | 台鐵嘉義站後站 |

嘉義市公車
| 路線                      | 行先                                       | 業者     | 備註                                       |
| ------------------------- | ------------------------------------------ | -------- | ------------------------------------------ |
| 中山幹線 （綠線）         | 嘉義榮民醫院－嘉義大學蘭潭校區             | 國光客運 | - 配置三門及單門電動低底盤無障礙公車行駛。 |
| 中山幹線A線 （綠A線）     | 二二八國家紀念公園－嘉義大學蘭潭校區       | 國光客運 | - 配置三門及單門電動低底盤無障礙公車行駛。 |
| 忠孝新民幹線 （紅線）     | 彌陀夜市－嘉大新民校區－忠孝北街           | 國光客運 | - 配置三門及單門電動低底盤無障礙公車行駛。 |
| 忠孝新民幹線A線 （紅A線） | 彌陀夜市－嘉大新民校區－民雄工業區服務中心 | 國光客運 | - 配置三門及單門電動低底盤無障礙公車行駛。 |
| 光林我嘉線 （黃線）       | 港坪運動公園－蘭潭                         | 國光客運 | - 配置三門及單門電動低底盤無障礙公車行駛。 |

## 其他縣市公立美術館
- 國立臺灣美術館
- 臺北市立美術館
- 新竹市美術館
- 彰化縣立美術館
- 臺南市美術館
- 高雄市立美術館
- 屏東美術館
- 臺東美術館
- 新北市立美術館
- 宜蘭美術館
- 桃園市立美術館（興建中）
- 臺中市立美術館（興建中）
- 台灣博物館列表

## 外部連結
- 嘉義市立美術館的Facebook專頁
- 官方網站（页面存档备份，存于）
- 嘉義市立美術館10大看點 （页面存档备份，存于）